# Liebe, Jazz und Übermut
Liebe, Jazz und Übermut ist eine deutsche Filmkomödie aus dem Jahr 1957 von Erik Ode mit den Hauptdarstellern Peter Alexander und Bibi Johns sowie Grethe Weiser und Rudolf Platte.

## Handlung
Das in Bayern gelegene Schloss Tiefenstein beherbergt ein Internat für musikbegabte Waisenkinder, die dort in klassischer Musik ausgebildet werden sollen. Finanziert wird das Institut durch Zuwendungen aus der Stiftung eines verstorbenen Amerikaners bayerischer Abstammung.
Die Leiterin, Frau Himmelreich, hat allerdings zu viele Waisenkinder im Internat untergebracht. Um die Kinderschar mit Essen versorgen zu können, wurden die Musiklehrer größtenteils entlassen. Als in einem Telegramm der Besuch von Dr. Parker, einem der Treuhänder der Stiftung, angekündigt wird, ist dringend ein Retter in der Not gesucht.
Der arbeitslose Jazzmusiker Peter Hagen wird gleich mit seiner gesamten Band, den Synkopers, angestellt, um die musikalische Erziehung der Kinder wieder voranzubringen. Peter gewinnt rasch das Herz seiner Schützlinge und auch das der hübschen Musiklehrerin Britta Johnsen.
Als schließlich Dr. Parker und überraschenderweise auch der Broadwaystar Jane Richards auf Tiefenstein eintreffen, überschlagen sich die Täuschungsmanöver. Da aber alle Beteiligten nur das Wohl der Kinder im Sinn haben, findet sich für alle Probleme eine Lösung und es gibt ein glückliches Ende.

## Lieder
- I’m Singing the Blues (June Richmond)[1]
- Das ist alles längst vorbei (Peter Alexander)
- Vergiß mich nicht so schnell (Peter Alexander und Bibi Johns)
- Mamitschka (Peter Alexander)
- Das ganze Haus ist schief (Peter Alexander)
- Junge, Junge, das wär wunderschön (Bibi Johns)
- Franz Schubert: Ave Maria (Bibi Johns, June Richmond)
- Motherless Child (June Richmond)

## Kritiken
Die Urteile der Filmkritik gingen, je nach Voreinstellung gegenüber Schlagerfilmen dieser Art, wie immer weit auseinander.
Die Filmblätter schrieben in einem zeitgenössischen Kommentar: „Peter Alexander jazzt, flirtet und schlawinert mit Eleganz und unverwüstlicher guter Laune, mit mimischem wie musikalischem Können und vermittelt den erfrischenden Eindruck, daß ihm solche Rollen am Herzen wie in der Kehle liegen.“
Das Lexikon des internationalen Films hingegen kam zu einem negativen Urteil und kommentierte: „Unsinnig zusammengereimter, alberner Unterhaltungsfilm; die dünne Handlung ist Aufhänger für viele banale Schlager und bewährten Klamauk. Aus heutiger Sicht ist der arg anspruchslose Film ein fast schon wieder reizvoller Seismograf für gesellschaftliche Strömungen und Stimmungen, wobei sich die konservative, Werte bestätigende ‘Fraktion’ gegenüber dem Unruhe stiftenden Jazz problemlos durchsetzt.“